# 斯特里特环形山
斯特里特环形山（Street）是月球正面南半部一座古老的大撞击坑，就位于醒目的第谷坑南面，它大约形成于39.2-38.5亿年前的酒海纪，其名称取自十七世纪英国天文学家托马斯·斯特里特（1621年-1689年）
，1935年被国际天文学联合会批准接受。

## 描述

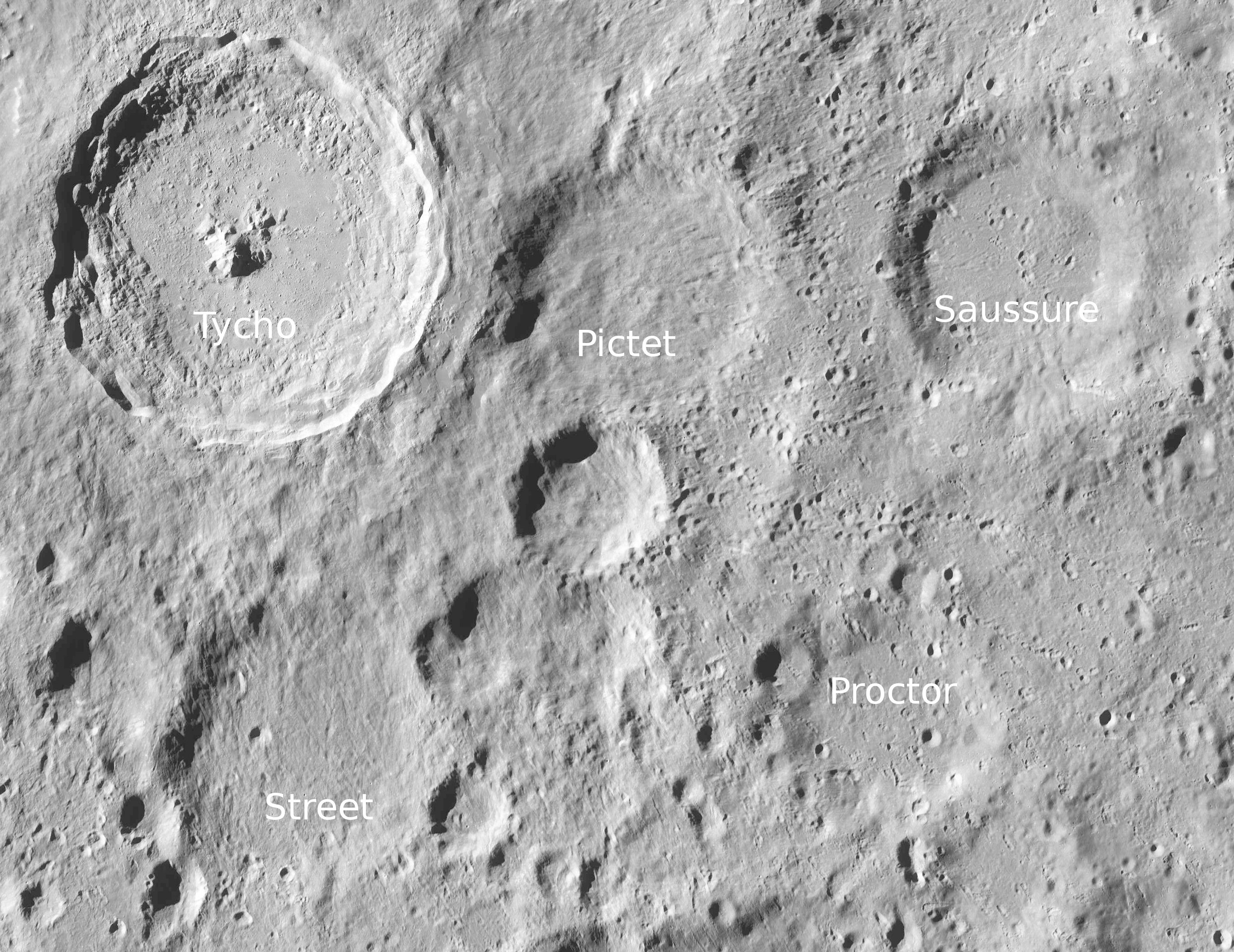
斯特里特环形山的周边，月球勘测轨道飞行器拍摄。

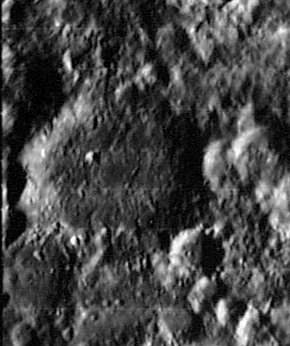
斯特里特环形山，月球轨道器4号拍摄。

该陨坑西邻布朗陨石坑、北靠第谷环形山、皮克泰环形山位于它的东北、东侧则坐落了普罗克特环形山、东南和西南分别矗立着马吉尼环形山和隆哥蒙塔努斯环形山。陨坑中心月面坐标为46°35′S 10°44′E / 46.58°S 10.74°E，直径58.5公里，深度约2.67公里。
斯特里特环形山坐落在第谷坑高反照率的喷出物溅射层内，其外观呈多边形状，已严重损毁。环坑壁布满了众多的小撞击坑，其中西南壁连接了卫星坑"斯特里特 B"和"斯特里特 E"；东北壁附靠着卫星坑"皮克泰 D"；卫星坑"斯特里特 A"则切入到它的东南外壁，而它的北侧壁几乎已与相邻地貌形成一体。该环形山的坑底表面相对平坦，靠西北坐落了一座小陨坑。
斯特里特环形山已被月球及行星观测者协会(ALPO)列入《内侧壁坡带有幽暗辐射条纹的撞击坑列表》。

## 卫星陨石坑
按惯例，最靠近斯特里特环形山的卫星坑将在月图上以字母标注在它的中心点旁边.
| 斯特里特 | 纬度    | 经度    | 直径    |
| -------- | ------- | ------- | ------- |
| A        | 47.0° S | 9.0° W  | 17 公里 |
| B        | 47.1° S | 12.1° W | 14 公里 |
| C        | 48.3° S | 15.4° W | 15 公里 |
| D        | 48.9° S | 12.6° W | 11 公里 |
| E        | 47.5° S | 11.8° W | 12 公里 |
| F        | 48.3° S | 16.6° W | 8 公里  |
| G        | 46.6° S | 15.0° W | 11 公里 |
| H        | 48.3° S | 12.2° W | 29 公里 |
| J        | 48.7° S | 13.7° W | 7 公里  |
| K        | 47.6° S | 13.1° W | 9 公里  |
| L        | 50.7° S | 13.5° W | 8 公里  |
| M        | 47.7° S | 14.6° W | 49 公里 |
| N        | 48.1° S | 10.4° W | 5 公里  |
| P        | 45.7° S | 11.9° W | 6 公里  |
| R        | 49.1° S | 14.5° W | 5 公里  |
| S        | 49.0° S | 14.7° W | 4 公里  |
| T        | 49.2° S | 15.1° W | 9 公里  |

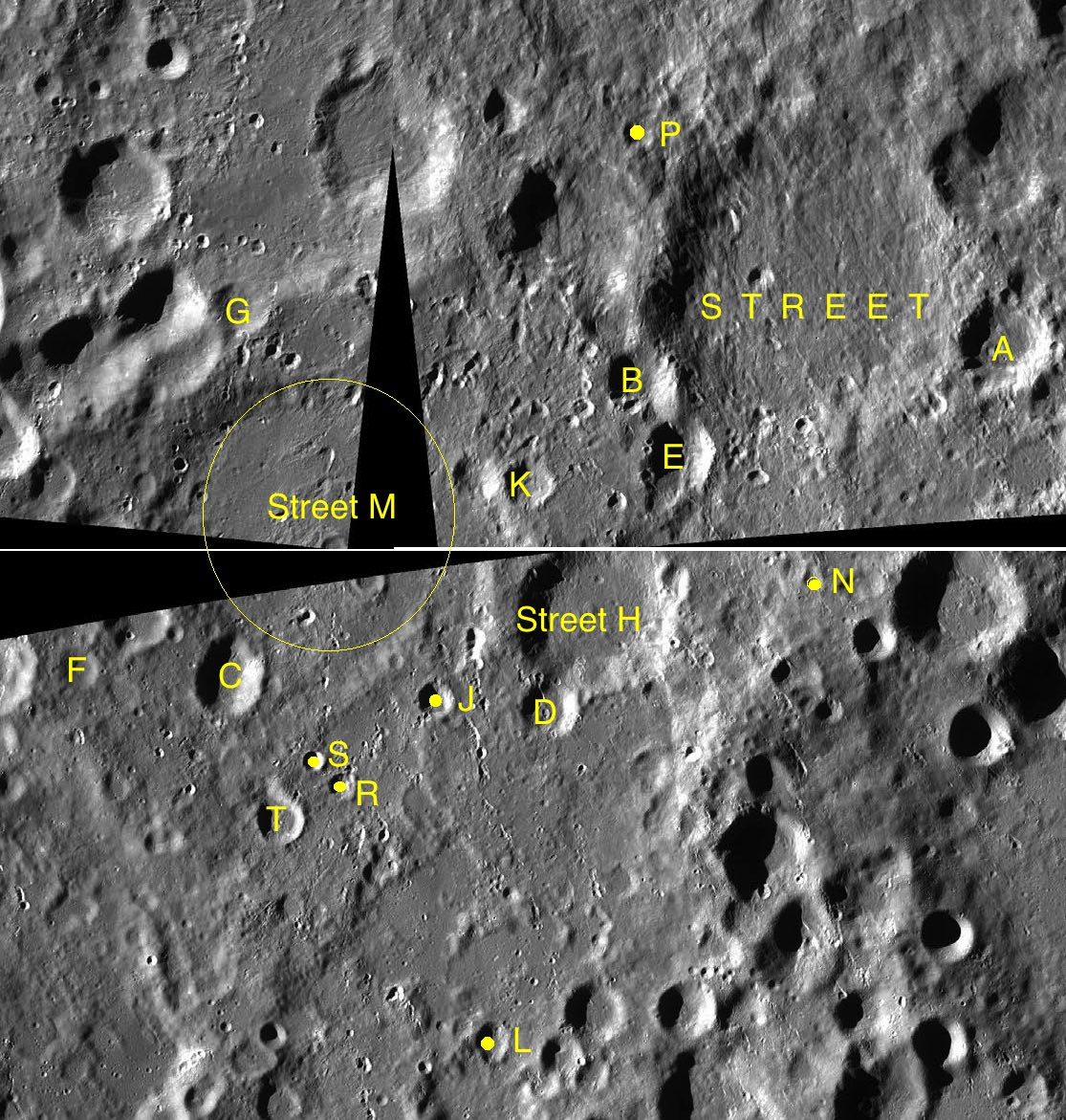
LAC-111、LAC-112和LAC-126拼接图

- 东南方的碗状卫星坑"斯特里特 M"是一座同心环坑。

## 参引资料
1. ↑  Lunar Impact Crater Database
2. ↑  Autostar Suite Astronomer Edition. CD-ROM. Meade, April 2006.
3. ↑   (PDF).   [2016-09-30]. （原始内容存档 (PDF)于2016-12-13）.
4. ↑  .   [2016-09-30]. （原始内容存档于2016-01-24）.
5. ↑  .   [2016-09-30]. （原始内容存档于2014-12-18）.
6. 1 2  Rükl, Antonín. . Kalmbach Books. 1990. ISBN 0-913135-17-8.